# Colby Stevenson
Colby Stevenson (Portsmouth, 3 ottobre 1997) è uno sciatore freestyle statunitense, vincitore di una medaglia d'argento olimpica e di una mondiale.

## Biografia
Stevenson ha ottenuto la sua prima vittoria in Coppa del Mondo all'Alpe di Siusi il 28 gennaio 2017. Ai Mondiali di Aspen 2021 ha vinto la sua prima medaglia iridata, l'argento nello slopestyle. Al termine della stagione si aggiudica la Coppa del Mondo generale di freestyle, oltre a quella di specialità slopestyle. Ai Giochi Olimpici di Pechino 2022 ha vinto la medaglia d'argento nel big air, preceduto solamente dal norvegese Birk Ruud.

## Palmarès

### Olimpiadi
- 1 medaglia:
  - 1 argento (big air a Pechino 2022)

### Mondiali
- 1 medaglia:
  - 1 argento (slopestyle a Aspen 2021)

### Winter X Games
- 6 medaglie:
  - 5 ori (slopestyle, knuckle huck ad Aspen 2020; slopestyle ad Aspen 2023; knuckle huck ad Aspen 2024; street style ad Aspen 2025)
  - 1 bronzo (knuckle huck ad Aspen 2023)

### Coppa del Mondo
- Vincitore della Coppa del Mondo generale di freestyle nel 2021
- Vincitore della Coppa del Mondo di slopestyle nel 2021
- 12 podi:
  - 4 vittorie
  - 5 secondi posti
  - 3 terzi posti

#### Coppa del Mondo - vittorie
| Data             | Luogo         | Paese       | Disciplina |
| ---------------- | ------------- | ----------- | ---------- |
| 28 gennaio 2017  | Alpe di Siusi | Italia      | SS         |
| 20 marzo 2021    | Aspen         | Stati Uniti | SS         |
| 27 marzo 2021    | Silvaplana    | Svizzera    | SS         |
| 23 novembre 2024 | Stubai        | Austria     | SS         |

Legenda:

SS = slopestyle